# Łękuk Mały
Łękuk Mały (niem. Klein Lenkuk) – osada w Polsce położona w województwie warmińsko-mazurskim, w powiecie giżyckim, w gminie Wydminy. W latach 1975–1998 miejscowość administracyjnie należała do województwa suwalskiego.
Około 1891 r. w miejscowości powstał tam pałacyk, który przetrwał 2 pożary. Obecnie znajduje się w nim agroturystyka oraz hotel.
W pobliżu znajduje się jezioro nazywane Jezioro Łękuckie (54°05'N 22°08'E) lub jezioro Łękuk. Obecnie jezioro jest łowiskiem specjalnym. Wcześniej wymieniane w dokumentach jako: Langkuck (1595), Lunkucken (1340), Grosser Lenkuk See (1928, 1940), Wielki Łękuk (1870), Duży Łęku – jezioro na wschód od wsi Żabinki.

## Historia
Łękuk Mały (starsza nazwa Mały Lenkuk, niem. Klein Lenkuk), wieś założona 2 lipca 1707 roku, w ramach osadnictwa szkatułowego. Wtedy to Wilhelmow Fleiszer nabył osadę leśną, której wielkość określono na 3 włóki i 4 morgi. Za włókę właściciel miał płacić 10 marek czynszu rocznie. Kolonizacja nie postępowała chyba zbyt sprawnie skoro w 1714 roku miejscowość ta zaledwie w połowie była zabudowana i wnioskowano o zwolnienie od ustalonych opłat przez kilka następnych lat - w celu całkowitego zagospodarowania terenu.
Nazwy spotykane w dokumentach: Klein Lenkuk (1945), Lękuk (1946), Łękuk (1947), Łękuk Wielki (1951), Gross Lenkuk (1699), Lenkuk, dawny dwór, obecnie przysiółek w gm. Kruklanki.
W 2023 w wyniku podziału Sołectwa Orłowo, Łękuk Mały stał się sołectwem.

### Dwór w Łękuku
Dwór w Łękuku został zbudowany w 1707 roku przez Wilhelma Fleiszera. W 1708 roku Folwarku odczuwalna była jedna z najcięższych zim w okresie nowożytnym. W roku 1709 odnotowano przypadki zarażenia dżumą. 